# Base station

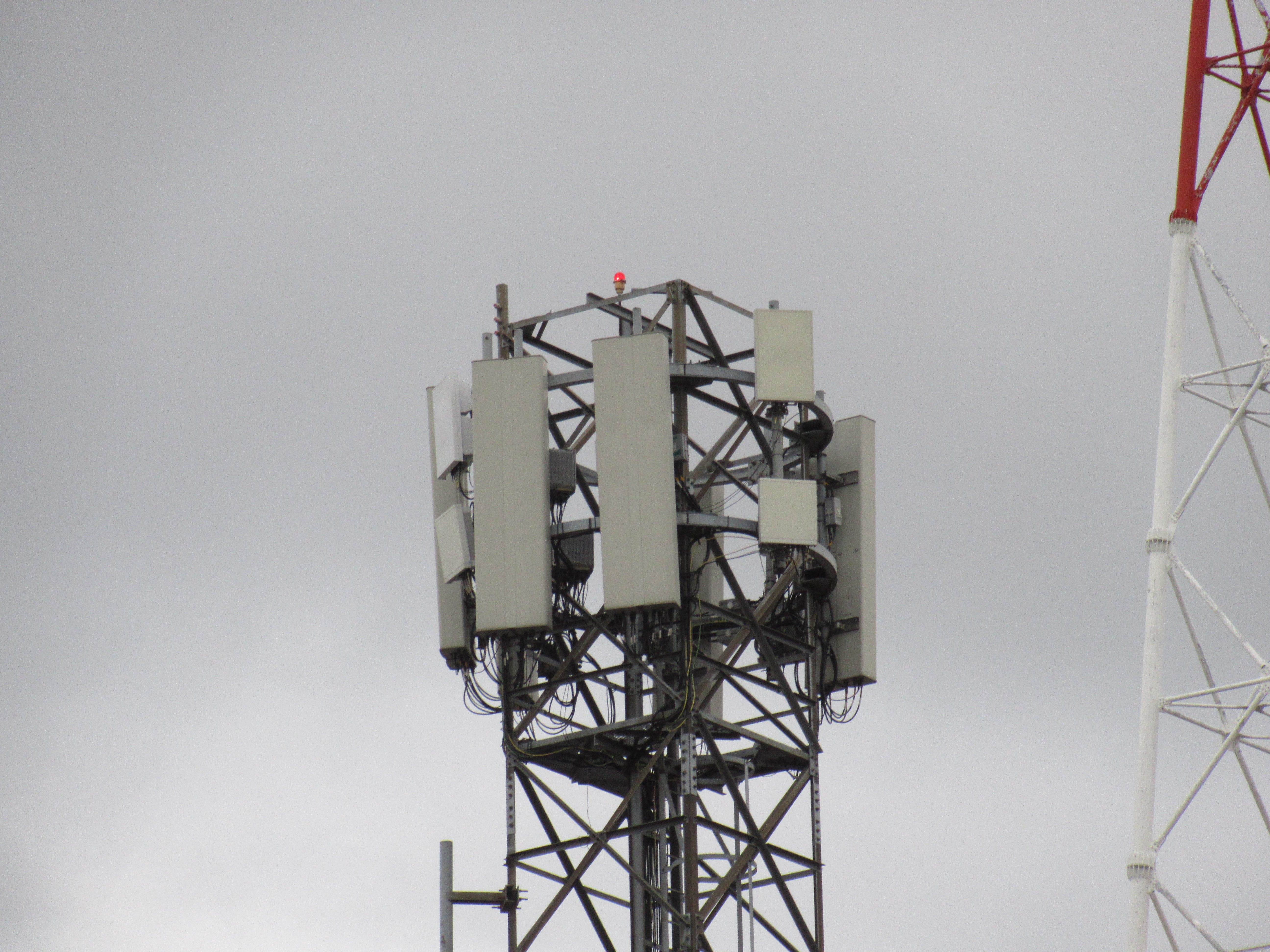
Estació base de telefonia mòbil

L'estació base (o estació de ràdio base) és, segons el Reglament de ràdio (RR) de la Unió Internacional de Telecomunicacions (ITU), una " estació terrestre del servei mòbil terrestre ".
El terme s'utilitza en el context de la telefonia mòbil, les xarxes d'ordinadors sense fil i altres comunicacions sense fil i en l'agrimensura. En topografia, és un receptor GPS en una posició coneguda, mentre que en comunicacions sense fils és un transceptor que connecta una sèrie d'altres dispositius entre si i/o a una àrea més àmplia. En telefonia mòbil, proporciona la connexió entre els telèfons mòbils i la xarxa telefònica més àmplia. En una xarxa d'ordinadors, és un transceptor que actua com a commutador per als ordinadors de la xarxa, possiblement connectant-los a una/una altra xarxa d'àrea local i/o a Internet. En les comunicacions sense fils tradicionals, pot referir-se al centre d'una flota d'enviament, com ara un taxi o una flota de lliurament, la base d'una xarxa TETRA tal com l'utilitzen els serveis governamentals i d'emergència o una barraca CB.

## Topografia del terreny
En el context de la topografia externa, una estació base és un receptor GPS en una ubicació fixa coneguda amb precisió que s'utilitza per obtenir informació de correcció per als receptors GPS portàtils propers. Aquestes dades de correcció permeten corregir la propagació i altres efectes a partir de les dades de posició obtingudes per les estacions mòbils, la qual cosa proporciona una precisió i precisió de la ubicació molt més gran sobre els resultats obtinguts pels receptors GPS no corregits.

## Xarxa d'ordinadors
A l'àrea de xarxes d'ordinadors sense fil, una estació base és un receptor/transmissor de ràdio que serveix com a centre de la xarxa sense fils local i també pot ser la porta d'entrada entre una xarxa cablejada i la xarxa sense fil. Normalment consisteix en un transmissor de baixa potència i un encaminador sense fil.

## Comunicacions sense fil
En comunicacions de ràdio, una estació base és una estació de comunicacions sense fil instal·lada en un lloc fix i que s'utilitza per comunicar-se com a part d'un dels següents:
- un sistema de ràdio bidireccional push-to-talk, o;
- un sistema de telefonia sense fil, com ara un lloc mòbil CDMA o GSM.
- Ràdio Trunked Terrestre

Les estacions base utilitzen amplificadors de potència de RF (amplificadors de potència de radiofreqüència) per transmetre i rebre senyals. Els amplificadors de potència de RF més comuns són els transistors d'efecte de camp d'òxid metàl·lic i semiconductors (MOSFET), especialment els amplificadors de RF LDMOS (moSFET de potència). Els amplificadors de RF LDMOS van substituir els amplificadors de transistors bipolars de RF a la majoria de les estacions base durant la dècada de 1990, donant lloc a la revolució sense fils.